# Gradnät
Ett gradnät är ett koordinatnät eller annat referensnät som gör det möjligt att hänvisa till lägen på kartan. Ett gradnät använder oftast längd- och breddgrader som mätenhet för positionsbestämning. Beroende på vilken kartprojektion som används så påverkar detta även förhållandet mellan längd- och breddgraderna.
Ibland måste man på jordklotet kunna ange var en plats ligger, därför finns det internationella gradnätet som sträcker sig över hela jorden och som består av ett tänkt rutnät. Längdgradens nollpunkt kallas för nollmeridianen och går igenom Greenwich, utanför London. Breddgradens nollpunkt kallas ekvatorn.